# Dale Messick
Dale Messick   (South Bend, 11 d'abril de 1906 - comtat de Sonoma, 5 d'abril de 2005) va ser una artista de còmic estatunidenca, creadora de Brenda Starr, Reporter, que en el punt àlgid durant la dècada de 1950 va aparèixer en 250 diaris.

## Primers anys
Messick va néixer a South Bend, Indiana, l'11 d'abril de 1906. El seu pare, Cephas Messick, era pintor de rètols i professor d'arts per vocació i la seva mare Bertha era molinera i costurera. La seva obra va inspirar alguns dels glamurosos barrets que s'utilitzen a la tira de Brenda Starr. Després que la seva família es traslladés a Hobart, Indiana, Messick, que va repetir el tercer i el vuitè grau, va assistir a Hobart High School, aconseguint la titulació als 20 anys. Va estudiar un estiu a la Ray Commercial Art School de Chicago però va marxar per començar una carrera com a artista professional.

## Targetes de presentació
Messick va començar a treballar per a una empresa de targetes de felicitació de Chicago i va tenir èxit, però va abandonar quan el seu cap li va reduir el sou durant la Gran Depressió. El 1933 es va traslladar a la ciutat de Nova York, on va trobar feina amb una altra empresa de targetes de felicitació amb un salari més alt, 50 dòlars a la setmana, dels quals n'enviava gairebé la meitat a la seva família a Indiana. Ella mateixa ho recordava: "Jo tenia 30 dòlars setmanals per viure. Podria caminar el carrer 42 i aconseguir cansalada i ous, torrades i cafè i patates morenes i suc de taronja, per 25 cèntims."

## Tires de còmic
Va començar elaborant un dossier de mostres de tires de còmic. Messick no va ser la primera creadora de tires de còmic femenines; Nell Brinkley, Gladys Parker i Edwina Dumm havien aconseguit tots els èxits al camp però encara hi havia un biaix contra les dones. Messick va decidir canviar el seu primer nom per l'andrògin "Dale" per tal que el seu treball el veiessin els editors. Va crear diverses historietes, com Weegee, Mimi the Mermaid, Peg and Pudy, les Struglettes o Streamline Babies, però cap no va ser seleccionada per a ser publicada.

## Brenda Starr, Reporter
Messick va crear el personatge de Brenda Starr el 1940, prenent el nom de la debutant dels anys trenta Brenda Frazier i basant-se en l'aparença de Rita Hayworth. Messick volia produir una tira amb una protagonista femenina i va pensar que la professió de periodista permetria al seu personatge viatjar i tenir aventures, encara que fossin aventures amb més glamour que les que vivien la majoria de periodistes. Com ella mateixa va dir en un article de The San Francisco Chronicle de 1986: "Jo solia rebre cartes de reporteres que deien que les seves vides no eren mai tan emocionants com les de Brenda. Els vaig dir que si jo fes la vida de Brenda com la seva, ningú no la llegiria."
La seva pausa va arribar quan va arribar a l'atenció d'una altra dona, Mollie Slott, que treballava com a "girl Friday" (a la His Girl Friday) per a l'editor de New York Daily News (i el cap sindical) Joseph Medill Patterson. Patterson, que estava en contra les dibuixants femenines, no la va deixar publicar diàriament al News però va acceptar Brenda Starr, Reporter com a historieta dominical. Es va publicar per primer cop el 30 de juny de 1940. La tira de seguida va tenir èxit, ja que la barreja d'aventura i romanç era popular entre els lectors masculins i femenins. Cap al 1945 la tira es publicava diàriament en l'àmbit nacional.
Messick va deixar de dibuixar la tira el 1980 i durant dos anys més encara va escriure'n el guió. L'artista Ramona Fradon i l'escriptora Linda Sutter van assumir la producció de la tira. Mary Schmich se'n va fer càrrec com a escriptora el 1985 i June Brigman com a artista el 1995. La darrera tira es va publicar el 2 de gener de 2011. Messick no va quedar impressionada amb les versions de Starr de les seves successores, segons una cita del 1998 al Sonoma County Independent: "Ara no s'assembla gens a Brenda. Sembla més que treballa en un banc. No hi ha glamour, ni corbes, ni moda, però encara va bé".

## Altres treballs
Messick va treballar en altres historietes però cap va aconseguir l'èxit de Brenda Starr, Reporter. L'única altra tira que va il·lustrar, i que més es recorda, va ser Perry Mason.
El 24 d'abril de 1955 va aparèixer a What's My Line? Després que Dorothy Kilgallen la va identificar correctament com a artista de còmic, es va descobrir el seu nom real, nom professional i feina com a "il·lustradora" de Brenda Starr, Reporter.
El 5 de maig de 1960 Messick es va presentar com a concursant a To Tell the Truth. Cap dels consursants la va identificar correctament.

## Premis
El 1995 Brenda Starr, Reporter va ser una de les 20 historietes homenatjades per una sèrie de segells dels Estats Units, de la qual Messick era l'única creadora viva. Va rebre el premi Story Comic Book Award de la National Cartoonists Society de 1975 i el premi Milton Caniff Lifetime Achievement Award el 1997 pel seu treball a Brenda Starr, Reporter. Va ingressar al Saló de la fama del Premi Eisner el 2001. Ella i Marie Severin van ser les primeres dones que es van valorar tant.

## Vida personal
Messick es va casar dues vegades. Amb el primer marit, Everette George Soltmann, va tenir una filla anomenada Starr. Messick es va casar després amb l'advocat Oscar Strom. Els dos matrimonis van acabar en divorci.
Després de la seva retirada de Brenda Starr, Reporter, Messick es va traslladar a Oakmont, Califòrnia, per estar a prop de la seva filla i dels seus nets. Va continuar treballant, creant una tira, Granny Glamour, que es publicava a la revista setmanal Oakmont Gardens, d'àmbit local. L'any 1998 va patir un ictus i ja no va poder dibuixar més. Els darrers anys la va cuidar la seva filla a Penngrove, comtat de Sonoma, Califòrnia.
Messick va morir el 5 d'abril de 2005 al comtat de Sonoma, Califòrnia.